# Radio Feierwerk
Radio Feierwerk ist ein lokales privates Hörfunkprogramm im Münchner Stadtteil Sendling-Westpark. Es teilt sich die Splitfrequenz mit Radio Lora, Radio Horeb und dem Christlichen Radio München.

## Allgemeines
Geschäftsführer des Senders ist der Feierwerk e.V. 1993 startete das Programm auf seiner UKW-Frequenz 92,4 MHz, am 30. November 2012 kam ein Sendeplatz über DAB im Frequenzblock München 11C hinzu. Die technische Reichweite liegt im Sendegebiet Großraum München bei 2.290.000 Einwohnern. Außerdem ist das Programm bei verschiedenen Kabelanbietern sowie im Internet als Live-Stream verfügbar.
Die Redaktion setzt sich aus fest angestellten und freien Mitarbeitern zusammen. Hinzu kommen Volontäre und ehrenamtliche Mitarbeiter. Unter medienpädagogischer Anleitung sind auch Kinder und Jugendliche an der Programmgestaltung beteiligt.
Bei der Neuvergabe der Lizenzen für die Frequenz 92,4 MHz im März 2017 lagen Bewerbungen von sechs Sendern vor, so dass ein schwieriger Kompromiss erarbeitet werden musste. Dabei musste Radio Feierwerk den Sonntagabend abgeben, bekam aber den kompletten Samstag.
Am 12. November 2000 erhielt das Kinderradio "Radio Maroni" des Radio Feierwerk den Deutschen Kinderkulturpreis verliehen.

## Programm
Radio Feierwerk richtet sich an jugendliche Hörer bis zum Alter von etwa 30 Jahren. Es gibt spezielle Sendungen für Kinder und Jugendliche, teilweise von Kindern selbst gestaltet, aus den Bereichen junge Kultur, Kunst, Bildung, Politik und Soziales, darunter auch Magazin- und Talksendungen. Es gibt auch Sendeplätze für die lokale Musik- und Kulturszene. Musikalisch ist das Programm breit gefächert. Unter anderem wird Musik der Richtungen Indie, Hip-Hop, Punk, Weltmusik, Metal, Electro, Reggae, Soul, Hardcore, Funk, Drum and Bass, Balkanbeats, Post-Rock, R'n'B und Folk gesendet. 
Die Sendezeiten auf UKW & Livestream sind:
- Freitag 21:00 Uhr bis Samstag 24:00 Uhr
- Sonntag 6:00 Uhr bis 9:00 Uhr

Die Sendezeiten auf DAB+ sind:
- Samstag 0:00 Uhr bis Sonntag 24:00 Uhr